# 4 Heures de Monza 2019
Navigation
Édition précédente Édition suivante
Les 4 Heures de Monza 2019, disputées le 12 mai 2019 sur le circuit de Monza, sont la cinquante-septième édition de cette course, la quatrième sur un format de quatre heures, et la seconde manche de l'European Le Mans Series 2019.

## Engagés
La liste officielle des engagés était composée de 42 voitures, dont 19 en LMP2, 14 en LMP3 et 9 en LM GTE,.
La Dallara P217 n°47 de l'écurie Cetilar Villorba Corse a complété la liste des concurrents engagés dans le championnat European Le Mans Series dans la catégorie LMP2. Du fait que l'écurie s'était engagée dans le Championnat du monde d'endurance FIA 2019-2020, elle n'avait jusqu'à présent participée à aucune course en 2019. Pour préparer dans les meilleures conditions les 24 Heures du Mans, elle participea donc de manière exceptionnel à cette manche avec comme équipage Andrea Belicchi, Roberto Lacorte et Giorgio Sernagiotto.
Harry Tincknell n'étant pas retenu par ses autres obligations professionnelles avec le Mazda Team Joest en WeatherTech SportsCar Championship ou avec le Ford Chip Ganassi Team UK en Championnat du monde d'endurance FIA 2018-2019, il a complété l'équipage de la Dallara P217 n°45 de l'écurie Carlin à la place de d'Olivier Pla.
William Owen à également compété l'équipage de la Ligier JS P217 n°32 de l'écurie United Autosports.
Chez DragonSpeed, Ben Hanley a été remplacé par l'un des derniers vainqueurs des 24 Heures de Daytona, Renger Van der Zande.
Comme lors des derniers 4 Heures du Castellet, du fait d'un clash de date avec l'ePrix de Monaco, Jean-Éric Vergne n'a pas pu participer à l'épreuve et a été remplacé respectivement par Norman Nato.

## Essais libres

### Test Collectif - Pilote Bronze, le vendredi de 15 h 40 à 16 h 10
| Pos. | Classe | N° | Équipe            | Temps                        | Tours |
| ---- | ------ | -- | ----------------- | ---------------------------- | ----- |
| 1    | LMP2   | 37 | Cool Racing       | 1 min 38 s 630 (au 13e tour) | 16    |
| 2    | LMP2   | 21 | DragonSpeed       | 1 min 38 s 836 (au 11e tour) | 16    |
| 3    | LMP2   | 43 | RLR Msport        | 1 min 39 s 813 (au 11e tour) | 16    |
| 9    | LMP3   | 10 | Oregon Team       | 1 min 46 s 963 (au 6e tour)  | 13    |
| 10   | LMP3   | 17 | Ultimate          | 1 min 47 s 002 (au 4e tour)  | 16    |
| 11   | LMP3   | 11 | EuroInternational | 1 min 47 s 147 (au 12e tour) | 15    |
| 19   | LMGTE  | 56 | Team Project 1    | 1 min 49 s 119 (au 5e tour)  | 14    |
| 21   | LMGTE  | 51 | Luzich Racing     | 1 min 49 s 212 (au 14e tour) | 16    |
| 23   | LMGTE  | 60 | Kessel Racing     | 1 min 49 s 514 (au 14e tour) | 14    |

### Première séance, le vendredi de 11 h 15 à 12 h 45
L’Aurus 01 n°26 de l’écurie G-Drive Racing, qui a participé le week end précédent aux 6 Heures de Spa, a obtenu le meilleur temps aux mains de Job van Uitert en milieu de la séance en réalisant une performance de 1 min 36 s 243. Le Néerlandais a été plus rapide de deux dixième que l’Oreca 07 n ° 28 de l’écurie IDEC Sport qui s’est classée deuxième et six dixièmes de l’Oreca 07 n °37 de l’écurie Cool Racing aux mains de Nicolas Lapierre avec un temps de 1 min 36 s 884. La surprise de la séance a été le niveau de performance de la Dallara P217 de l’écurie Carlin. L’écurie britannique, encore très novice dans le championnat, a terminé avec le quatrième temps en 1 min 37 s 156. La première Ligier JS P217 est la n°32 de l’écurie United Autosports, à neuf dixièmes. Huit voitures se tiennent dans la même seconde.
En LMP3, c'était un 1-2-3-4 pour Norma. Damiano Fioravanti a été le plus rapide, avec un temps de 1 min 44 s 908 dans la Norma M30 n°10 de l’écurie Oregon Team. La Norma M30 de l’écurie Nielsen Racing s’est classée deuxième grâce à Colin Noble, le jeune Écossais réalisant un temps de 1 min 44 s 988. La plus rapide des Ligier JS P3, la n°11 de l’écurie Eurointernational, a réalisé le cinquième temps avec un tour le réalisé en 1 min 45 s 397, à six dixièmes du temps de référence.
En GTE, qui ne compte plus que huit voitures à la suite du retrait de la Porsche 911 RSR n°88 de l’écurie Proton Competition, la Porsche 911 RSR n°56 de l’écurie Team Project 1 a dominé les débats en réalisant en temps de 1 min 48 s 075. La Ferrari 488 GTE Evo de l’écurie britannique JMW Motorsport s'est classée deuxième, la Porsche 911 RSR n ° 77 de l'écurie Dempsey - Proton Competition a complété le top trois.
La séance a été neutralisée sous drapeau jaune en deux occasions pour cause de voiture à l’arrêt sur la piste. La première pour l’Oreca 07 n°20 de l’écurie High Class Racing et la seconde pour la Dallara P217 n°47 de l’écurie Cetilar Villorba Corse. En fin de séance, un drapeau rouge a été sortie pour cause de sortie de piste de l’Oreca 07 n°35 de l’écurie BHK Motorsport. Elle a touché au passage l’Aurus 01 n°26 de l’écurie G-Drive Racing mais rien de grave pour la voiture,,.
| Pos. | Classe | N° | Équipe                  | Temps                        | Tours |
| ---- | ------ | -- | ----------------------- | ---------------------------- | ----- |
| 1    | LMP2   | 26 | G-Drive Racing          | 1 min 36 s 243 (au 8e tour)  | 34    |
| 2    | LMP2   | 28 | IDEC Sport Racing       | 1 min 36 s 519 (au 22e tour) | 36    |
| 3    | LMP2   | 37 | Cool Racing             | 1 min 36 s 884 (au 34e tour) | 36    |
| 20   | LMP3   | 10 | Oregon Team             | 1 min 44 s 908 (au 10e tour) | 35    |
| 21   | LMP3   | 7  | Nielsen Racing          | 1 min 44 s 988 (au 4e tour)  | 8     |
| 22   | LMP3   | 19 | M.Racing                | 1 min 45 s 042 (au 5e tour)  | 23    |
| 33   | LMGTE  | 56 | Team Project 1          | 1 min 48 s 075 (au 8e tour)  | 22    |
| 34   | LMGTE  | 66 | JMW Motorsport          | 1 min 48 s 290 (au 14e tour) | 31    |
| 35   | LMGTE  | 77 | Dempsey - Proton Racing | 1 min 48 s 329 (au 14e tour) | 30    |

### Deuxième séance, le samedi de 09 h 00 à 10 h 30
Cette seconde séance d’essais libres a été particulièrement perturbée par différents évènements qui ont engendré des neutralisations sous drapeaux jaunes et un long drapeau rouge. À peine sept minutes après le début de la séance, l’Oreca 07 n°30 de l’écurie Duqueine Engineering a rencontré des problèmes mécaniques et s’est arrêtée sur la piste. Cela a déclenché la première neutralisation sous drapeau jaune qui a duré quelques minutes. A la reprise de la séance, quelques minutes plus tard, un drapeau rouge a été sorti à la suite de la sortie de piste au niveau du très rapide virage “Parabolica” de Léo Roussel lors de son deuxième tour sur la Ligier JS P217 n° 34 de l’écurie Inter Europol Competition. La voiture a atterri au-dessus des barrières. Heureusement, Léo Roussel a pu s’extraire seul de la voiture endommagée. Il a ensuite été emmené à l’hôpital local pour un examen médical. À la suite de cet examen, Léo Roussel a dû subir une intervention chirurgicale qui l’empêcha de participer à la course. La voiture quant à elle a été ramenée aux stands avec une extrémité avant fortement endommagée. La séance fut une dernière fois perturbée lorsque la Ligier JS P217 n° 32 de l’écurie United Autosports pilotée par Ryan Cullen a perdu une partie de sa carrosserie arrière sur la piste. D’un point de vue performance, L’Oreca 07 n°28 de l’écurie IDEC Sport a confirmé ses prédispositions sur ce circuit. Après avoir réussi le 2e chrono lors de la première séance d’essai, la voiture a signé le meilleur temps en 1 min 35 s 701. Paul-Loup Chatin, auteur du temps et qui bat la pole de l’an dernier, devance l’Oreca 07 n°43 de l’écurie RLR Msport et l’Aurus 01 n°26 de l’écurie G-Drive Racing. Les cinq premières voitures se tiennent dans la même seconde. La meilleure des Dallara P217, de nouveau la n°45 de l’écurie Carlin, réalisa le 6e temps tandis que la plus rapide des représentantes Ligier, la n°22 de l’écurie United Autosports, ne peut faire mieux que 11e !
En LMP3, c'était un 1-2 pour Norma. David Droux dans la Norma M30 n° 9 de l’écurie Realteam Racing a signé le meilleur temps en 1 min 46 s 531, quelques dixièmes plus rapides que la Norma M30 n° 10 de l’écurie Oregon Team. La première Ligier JS P3, la n ° 11 de l’écurie Eurointernational, a réalisé le troisième temps à près d'une demi-seconde du Norma, le plus rapide.
En LMGTE, la Porsche 911 RSR n° 77 de l’écurie Dempsey - Proton Competition et la Porsche 911 RSR n° 56 de l'écurie Team Project 1 ont été intouchables. Jorg Bergmeister, dans la n°56, a réalisé en milieu de séance en temps de 1 min 47 s 444. 10 minutes plus tard, Matteo Cairoli, dans la n°77, a réussi un temps de 1 min 47 s 098 et est resté en haut de feuille des temps jusqu’à la fin de la séance. La Ferrari 488 GTE Evo n ° 51 de l’écurie Luzich Racing a terminé troisième en 1 min 48 s 037,,,.
| Pos. | Classe | N° | Équipe                  | Temps                        | Tours |
| ---- | ------ | -- | ----------------------- | ---------------------------- | ----- |
| 1    | LMP2   | 28 | IDEC Sport Racing       | 1 min 35 s 701 (au 10e tour) | 33    |
| 2    | LMP2   | 43 | RLR Msport              | 1 min 35 s 815 (au 11e tour) | 36    |
| 3    | LMP2   | 26 | G-Drive Racing          | 1 min 36 s 035 (au 14e tour) | 36    |
| 20   | LMP3   | 9  | Realteam Racing         | 1 min 46 s 531 (au 17e tour) | 35    |
| 21   | LMP3   | 10 | Oregon Team             | 1 min 46 s 567 (au 27e tour) | 34    |
| 22   | LMP3   | 11 | EuroInternational       | 1 min 46 s 962 (au 5e tour)  | 26    |
| 25   | LMGTE  | 77 | Dempsey - Proton Racing | 1 min 47 s 098 (au 18e tour) | 30    |
| 30   | LMGTE  | 56 | Team Project 1          | 1 min 47 s 444 (au 8e tour)  | 32    |
| 33   | LMGTE  | 51 | Luzich Racing           | 1 min 48 s 037 (au 25e tour) | 32    |

## Qualifications
| Pos. | Classe | N° | Équipe                       | Pilote                  | Temps          | Écart        |
| 1    | LMP2   | 37 | Cool Racing                  | Nicolas Lapierre        | 1 min 34 s 967 | --           |
| 2    | LMP2   | 26 | G-Drive Racing               | Norman Nato             | 1 min 35 s 213 | + 0 s 246    |
| 3    | LMP2   | 39 | Graff Racing                 | Jonathan Hirschi        | 1 min 35 s 476 | + 0 s 509    |
| 4    | LMP2   | 21 | DragonSpeed                  | Renger Van der Zande    | 1 min 35 s 506 | + 0 s 539    |
| 5    | LMP2   | 43 | RLR Msport                   | Arjun Maini             | 1 min 35 s 834 | + 0 s 867    |
| 6    | LMP2   | 25 | Algarve Pro Racing           | Andrea Pizzitola        | 1 min 35 s 886 | + 0 s 919    |
| 7    | LMP2   | 30 | Duqueine Engineering         | Nicolas Jamin           | 1 min 35 s 965 | + 0 s 998    |
| 8    | LMP2   | 22 | United Autosports            | Filipe Albuquerque      | 1 min 35 s 984 | + 1 s 017    |
| 9    | LMP2   | 32 | United Autosports            | Alex Brundle            | 1 min 36 s 105 | + 1 s 138    |
| 10   | LMP2   | 45 | Carlin                       | Ben Barnicoat           | 1 min 36 s 230 | + 1 s 263    |
| 11   | LMP2   | 23 | Panis-Barthez Compétition    | Will Stevens            | 1 min 36 s 287 | + 1 s 320    |
| 12   | LMP2   | 24 | Panis-Barthez Compétition    | Konstantin Tereshchenko | 1 min 36 s 369 | + 1 s 402    |
| 13   | LMP2   | 20 | High Class Racing            | Anders Fjordbach        | 1 min 36 s 374 | + 1 s 407    |
| 14   | LMP2   | 47 | Cetilar Villorba Corse       | Giorgio Sernagiotto     | 1 min 36 s 404 | + 1 s 437    |
| 15   | LMP2   | 35 | BHK Motorsport               | Sergio Campana          | 1 min 36 s 832 | + 1 s 865    |
| 16   | LMP2   | 31 | Algarve Pro Racing           | James French            | 1 min 36 s 942 | + 1 s 975    |
| 17   | LMP2   | 34 | Inter Europol Competition    | Dani Clos               | 1 min 37 s 435 | + 2 s 468    |
| 18   | LMP2   | 27 | IDEC Sport Racing            | Erik Maris              | 1 min 39 s 933 | + 4 s 966    |
| 19   | LMP2   | 28 | IDEC Sport Racing            | Paul-Loup Chatin        | 1 min 35 s 214 | + 0 s 247    |
| 20   | LMP3   | 19 | M.Racing                     | Lucas Légeret           | 1 min 44 s 017 | + 9 s 050    |
| 21   | LMP3   | 7  | Nielsen Racing               | Colin Noble             | 1 min 44 s 224 | + 9 s 257    |
| 22   | LMP3   | 10 | Oregon Team                  | Damiano Fioravanti      | 1 min 44 s 377 | + 9 s 410    |
| 23   | LMP3   | 17 | Ultimate                     | Matthieu Lahaye         | 1 min 44 s 470 | + 9 s 503    |
| 24   | LMP3   | 9  | Realteam Racing              | David Droux             | 1 min 44 s 781 | + 9 s 814    |
| 25   | LMP3   | 2  | United Autosports            | Wayne Boyd              | 1 min 45 s 004 | + 10 s 037   |
| 26   | LMP3   | 15 | RLR Msport                   | Christian Olsen         | 1 min 45 s 505 | + 10 s 538   |
| 27   | LMP3   | 13 | Inter Europol Competition    | Nigel Moore             | 1 min 45 s 512 | + 10 s 545   |
| 28   | LMP3   | 14 | Inter Europol Competition    | Sam Dejonghe            | 1 min 45 s 642 | + 10 s 675   |
| 29   | LMP3   | 8  | Nielsen Racing               | James Littlejohn        | 1 min 45 s 812 | + 10 s 845   |
| 30   | LMP3   | 3  | United Autosports            | Christian England       | 1 min 45 s 847 | + 10 s 880   |
| 31   | LMP3   | 6  | 360 Racing                   | Ross Kaiser             | 1 min 46 s 085 | + 11 s 118   |
| 32   | LMGTE  | 77 | Dempsey - Proton Competition | Matteo Cairoli          | 1 min 46 s 351 | + 11 s 384   |
| 33   | LMGTE  | 56 | Team Project 1               | Jörg Bergmeister        | 1 min 46 s 773 | + 11 s 806   |
| 34   | LMGTE  | 55 | Spirit of Race               | Matt Griffin            | 1 min 47 s 395 | + 12 s 428   |
| 35   | LMGTE  | 60 | Kessel Racing                | Andrea Piccini          | 1 min 47 s 468 | + 12 s 501   |
| 36   | LMGTE  | 80 | Ebimotors                    | Fabio Babini            | 1 min 47 s 631 | + 12 s 664   |
| 37   | LMGTE  | 51 | Luzich Racing                | Alessandro Pier Guidi   | 1 min 47 s 642 | + 12 s 675   |
| 38   | LMGTE  | 66 | JMW Motorsport               | Jeff Segal              | 1 min 47 s 648 | + 12 s 681   |
| 39   | LMGTE  | 83 | Kessel Racing                | Michelle Gatting        | 1 min 48 s 418 | + 13 s 451   |
| 40   | LMP3   | 11 | EuroInternational            |                         | Pas de temps   | Pas de temps |
| 41   | LMP2   | 5  | 360 Racing                   |                         | Pas de temps   | Pas de temps |

Note : L’Oreca 07 n°28 de l'écurie IDEC Sport a reçu une pénalité à l’issue des contrôles techniques d’après qualifications. En effet, il n’a pas été possible de mettre la voiture au point mort (position neutre). Du coup, tous les temps de la voiture ont été annulés. Elle partira donc derrière la derrière LMP2 sur la grille.

### Déroulement de l'épreuve

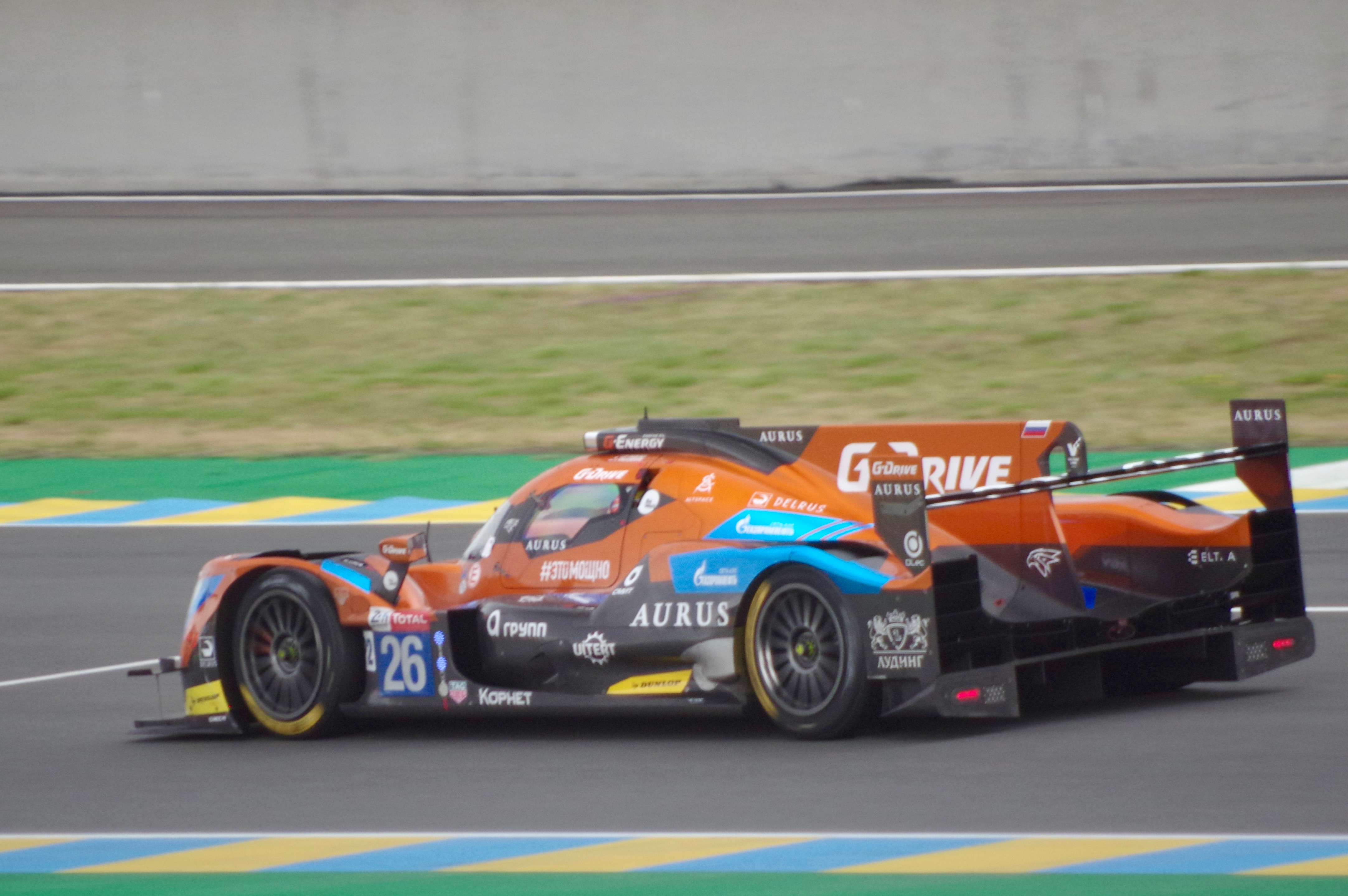
Aurus 01 - Gibson n°26 victorieuse de l'écurie G-Drive Racing

## Course

### Classement de la course
Voici le classement provisoire au terme de la course.
- Les vainqueurs de chaque catégorie sont signalés par un fond jauni.
- Pour la colonne Pneus, il faut passer le curseur au-dessus du modèle pour connaître le manufacturier de pneumatiques.

| Pos  | Classe | no | Écurie                       | Pilotes                                                  | Châssis                       | Pneus | Tours | Temps               |
| Pos  | Classe | no | Écurie                       | Pilotes                                                  | Moteur                        | Pneus | Tours | Temps               |
| ---- | ------ | -- | ---------------------------- | -------------------------------------------------------- | ----------------------------- | ----- | ----- | ------------------- |
| 1    | LMP2   | 26 | G-Drive Racing               | Roman Rusinov Job van Uitert Norman Nato                 | Aurus 01                      | D     | 135   | 4 h 01 min 40 s 662 |
| 1    | LMP2   | 26 | G-Drive Racing               | Roman Rusinov Job van Uitert Norman Nato                 | Gibson GK428 4,2 l V8 Atmo    | D     | 135   | 4 h 01 min 40 s 662 |
| 2    | LMP2   | 28 | IDEC Sport Racing            | Paul Lafargue Paul-Loup Chatin Memo Rojas                | Oreca 07                      | M     | 135   | + 2 s 135           |
| 2    | LMP2   | 28 | IDEC Sport Racing            | Paul Lafargue Paul-Loup Chatin Memo Rojas                | Gibson GK428 4,2 l V8 Atmo    | M     | 135   | + 2 s 135           |
| 3    | LMP2   | 32 | United Autosports            | Ryan Cullen Alex Brundle William Owen                    | Ligier JS P217                | M     | 135   | + 25 s 453          |
| 3    | LMP2   | 32 | United Autosports            | Ryan Cullen Alex Brundle William Owen                    | Gibson GK428 4,2 l V8 Atmo    | M     | 135   | + 25 s 453          |
| 4    | LMP2   | 22 | United Autosports            | Phil Hanson Filipe Albuquerque                           | Ligier JS P217                | M     | 135   | + 1 min 11 s 396    |
| 4    | LMP2   | 22 | United Autosports            | Phil Hanson Filipe Albuquerque                           | Gibson GK428 4,2 l V8 Atmo    | M     | 135   | + 1 min 11 s 396    |
| 5    | LMP2   | 39 | Graff Racing                 | Tristan Gommendy Alexandre Cougnaud Jonathan Hirschi     | Oreca 07                      | M     | 135   | + 1 min 13 s 434    |
| 5    | LMP2   | 39 | Graff Racing                 | Tristan Gommendy Alexandre Cougnaud Jonathan Hirschi     | Gibson GK428 4,2 l V8 Atmo    | M     | 135   | + 1 min 13 s 434    |
| 6    | LMP2   | 30 | Duqueine Engineering         | Nicolas Jamin Pierre Ragues Richard Bradley              | Oreca 07                      | M     | 134   | + 1 tour            |
| 6    | LMP2   | 30 | Duqueine Engineering         | Nicolas Jamin Pierre Ragues Richard Bradley              | Gibson GK428 4,2 l V8 Atmo    | M     | 134   | + 1 tour            |
| 7    | LMP2   | 24 | Panis-Barthez Compétition    | Timothé Buret Konstantin Tereshchenko Léonard Hoogenboom | Ligier JS P217                | D     | 134   | + 1 tour            |
| 7    | LMP2   | 24 | Panis-Barthez Compétition    | Timothé Buret Konstantin Tereshchenko Léonard Hoogenboom | Gibson GK428 4,2 l V8 Atmo    | D     | 134   | + 1 tour            |
| 8    | LMP2   | 37 | Cool Racing                  | Nicolas Lapierre Antonin Borga Alexandre Coigny          | Oreca 07                      | M     | 134   | + 1 tour            |
| 8    | LMP2   | 37 | Cool Racing                  | Nicolas Lapierre Antonin Borga Alexandre Coigny          | Gibson GK428 4,2 l V8 Atmo    | M     | 134   | + 1 tour            |
| 9    | LMP2   | 23 | Panis-Barthez Compétition    | René Binder Will Stevens Julien Canal                    | Ligier JS P217                | D     | 134   | + 1 tour            |
| 9    | LMP2   | 23 | Panis-Barthez Compétition    | René Binder Will Stevens Julien Canal                    | Gibson GK428 4,2 l V8 Atmo    | D     | 134   | + 1 tour            |
| 10   | LMP2   | 21 | DragonSpeed                  | Henrik Hedman Renger Van der Zande James Allen           | Oreca 07                      | M     | 134   | + 1 tour            |
| 10   | LMP2   | 21 | DragonSpeed                  | Henrik Hedman Renger Van der Zande James Allen           | Gibson GK428 4,2 l V8 Atmo    | M     | 134   | + 1 tour            |
| 11   | LMP2   | 45 | Carlin                       | Jack Manchester Harry Tincknell Ben Barnicoat            | Dallara P217                  | D     | 133   | + 2 tours           |
| 11   | LMP2   | 45 | Carlin                       | Jack Manchester Harry Tincknell Ben Barnicoat            | Gibson GK428 4,2 l V8 Atmo    | D     | 133   | + 2 tours           |
| 12   | LMP2   | 25 | Algarve Pro Racing           | John Falb Andrea Pizzitola                               | Oreca 07                      | D     | 133   | + 2 tours           |
| 12   | LMP2   | 25 | Algarve Pro Racing           | John Falb Andrea Pizzitola                               | Gibson GK428 4,2 l V8 Atmo    | D     | 133   | + 2 tours           |
| 13   | LMP2   | 34 | Inter Europol Competition    | Jakub Śmiechowski Dani Clos                              | Ligier JS P217                | M     | 132   | + 3 tours           |
| 13   | LMP2   | 34 | Inter Europol Competition    | Jakub Śmiechowski Dani Clos                              | Gibson GK428 4,2 l V8 Atmo    | M     | 132   | + 3 tours           |
| 14   | LMP2   | 31 | Algarve Pro Racing           | Tacksung Kim Henning Enqvist James French                | Oreca 07                      | D     | 131   | + 4 tours           |
| 14   | LMP2   | 31 | Algarve Pro Racing           | Tacksung Kim Henning Enqvist James French                | Gibson GK428 4,2 l V8 Atmo    | D     | 131   | + 4 tours           |
| 15   | LMP2   | 35 | BHK Motorsport               | Francesco Dracone Sergio Campana                         | Oreca 07                      | D     | 131   | + 4 tours           |
| 15   | LMP2   | 35 | BHK Motorsport               | Francesco Dracone Sergio Campana                         | Gibson GK428 4,2 l V8 Atmo    | D     | 131   | + 4 tours           |
| 16   | LMP2   | 27 | IDEC Sport Racing            | Patrice Lafargue Erik Maris Stéphane Adler               | Ligier JS P217                | M     | 128   | + 7 tours           |
| 16   | LMP2   | 27 | IDEC Sport Racing            | Patrice Lafargue Erik Maris Stéphane Adler               | Gibson GK428 4,2 l V8 Atmo    | M     | 128   | + 7 tours           |
| 17   | LMP2   | 20 | High Class Racing            | Anders Fjordbach Dennis Andersen                         | Oreca 07                      | D     | 125   | + 10 tours          |
| 17   | LMP2   | 20 | High Class Racing            | Anders Fjordbach Dennis Andersen                         | Gibson GK428 4,2 l V8 Atmo    | D     | 125   | + 10 tours          |
| 18   | LMP3   | 11 | EuroInternational            | Mikkel Jensen Jens Petersen                              | Ligier JS P3                  | M     | 125   | + 10 tours          |
| 18   | LMP3   | 11 | EuroInternational            | Mikkel Jensen Jens Petersen                              | Nissan VK50VE 5.0 L V8 Atmo   | M     | 125   | + 10 tours          |
| 19   | LMP3   | 13 | Inter Europol Competition    | Martin Hippe Nigel Moore                                 | Ligier JS P3                  | M     | 125   | + 10 tours          |
| 19   | LMP3   | 13 | Inter Europol Competition    | Martin Hippe Nigel Moore                                 | Nissan VK50VE 5.0 L V8 Atmo   | M     | 125   | + 10 tours          |
| 20   | LMP3   | 2  | United Autosports            | Wayne Boyd Garett Grist Thomas Erdos                     | Ligier JS P3                  | M     | 125   | + 10 tours          |
| 20   | LMP3   | 2  | United Autosports            | Wayne Boyd Garett Grist Thomas Erdos                     | Nissan VK50VE 5.0 L V8 Atmo   | M     | 125   | + 10 tours          |
| 21   | LMP3   | 9  | Realteam Racing              | Esteban Garcia David Droux                               | Norma M30                     | M     | 124   | + 11 tours          |
| 21   | LMP3   | 9  | Realteam Racing              | Esteban Garcia David Droux                               | Nissan VK50VE 5.0 L V8 Atmo   | M     | 124   | + 11 tours          |
| 22   | LMP3   | 19 | M.Racing                     | Laurent Millara Lucas Légeret                            | Norma M30                     | M     | 124   | + 11 tours          |
| 22   | LMP3   | 19 | M.Racing                     | Laurent Millara Lucas Légeret                            | Nissan VK50VE 5.0 L V8 Atmo   | M     | 124   | + 11 tours          |
| 23   | LMP3   | 6  | 360 Racing                   | Terrence Woodward James Dayson Ross Kaiser               | Ligier JS P3                  | M     | 124   | + 11 tours          |
| 23   | LMP3   | 6  | 360 Racing                   | Terrence Woodward James Dayson Ross Kaiser               | Nissan VK50VE 5.0 L V8 Atmo   | M     | 124   | + 11 tours          |
| 24   | LMP3   | 7  | Nielsen Racing               | Tony Wells Colin Noble                                   | Norma M30                     | M     | 124   | + 11 tours          |
| 24   | LMP3   | 7  | Nielsen Racing               | Tony Wells Colin Noble                                   | Nissan VK50VE 5.0 L V8 Atmo   | M     | 124   | + 11 tours          |
| 25   | LMGTE  | 77 | Dempsey - Proton Competition | Christian Ried Riccardo Pera Matteo Cairoli              | Porsche 911 RSR               | D     | 123   | + 12 tours          |
| 25   | LMGTE  | 77 | Dempsey - Proton Competition | Christian Ried Riccardo Pera Matteo Cairoli              | Porsche 4.0 L Flat-6 Atmo     | D     | 123   | + 12 tours          |
| 26   | LMP3   | 5  | 360 Racing                   | John Corbett Andreas Laskaratos James Winslow            | Ligier JS P3                  | M     | 123   | + 12 tours          |
| 26   | LMP3   | 5  | 360 Racing                   | John Corbett Andreas Laskaratos James Winslow            | Nissan VK50VE 5.0 L V8 Atmo   | M     | 123   | + 12 tours          |
| 27   | LMGTE  | 66 | JMW Motorsport               | Jeff Segal Matteo Cressoni Wei Lu                        | Ferrari 488 GTE Evo           | D     | 123   | + 12 tours          |
| 27   | LMGTE  | 66 | JMW Motorsport               | Jeff Segal Matteo Cressoni Wei Lu                        | Ferrari F154CB 3.9 L V8 Turbo | D     | 123   | + 12 tours          |
| 28   | LMP3   | 14 | Inter Europol Competition    | Paul Scheuschner Sam Dejonghe                            | Ligier JS P3                  | M     | 123   | + 12 tours          |
| 28   | LMP3   | 14 | Inter Europol Competition    | Paul Scheuschner Sam Dejonghe                            | Nissan VK50VE 5.0 L V8 Atmo   | M     | 123   | + 12 tours          |
| 29   | LMGTE  | 51 | Luzich Racing                | Alessandro Pier Guidi Nicklas Nielsen Fabien Lavergne    | Ferrari 488 GTE Evo           | D     | 123   | + 12 tours          |
| 29   | LMGTE  | 51 | Luzich Racing                | Alessandro Pier Guidi Nicklas Nielsen Fabien Lavergne    | Ferrari F154CB 3.9 L V8 Turbo | D     | 123   | + 12 tours          |
| 30   | LMGTE  | 56 | Team Project 1               | Egidio Perfetti Giorgio Roda Jörg Bergmeister            | Porsche 911 RSR               | D     | 123   | + 12 tours          |
| 30   | LMGTE  | 56 | Team Project 1               | Egidio Perfetti Giorgio Roda Jörg Bergmeister            | Porsche 4.0 L Flat-6 Atmo     | D     | 123   | + 12 tours          |
| 31   | LMGTE  | 80 | Ebimotors                    | Fabio Babini Marco Frezza Sébastien Fortuna              | Porsche 911 RSR               | D     | 122   | + 13 tours          |
| 31   | LMGTE  | 80 | Ebimotors                    | Fabio Babini Marco Frezza Sébastien Fortuna              | Porsche 4.0 L Flat-6 Atmo     | D     | 122   | + 13 tours          |
| 32   | LMGTE  | 83 | Kessel Racing                | Manuela Gostner Rahel Frey Michelle Gatting              | Ferrari 488 GTE Evo           | D     | 122   | + 13 tours          |
| 32   | LMGTE  | 83 | Kessel Racing                | Manuela Gostner Rahel Frey Michelle Gatting              | Ferrari F154CB 3.9 L V8 Turbo | D     | 122   | + 13 tours          |
| 33   | LMGTE  | 55 | Spirit of Race               | Duncan Cameron Matt Griffin Aaron Scott                  | Ferrari 488 GTE Evo           | D     | 122   | + 13 tours          |
| 33   | LMGTE  | 55 | Spirit of Race               | Duncan Cameron Matt Griffin Aaron Scott                  | Ferrari F154CB 3.9 L V8 Turbo | D     | 122   | + 13 tours          |
| 34   | LMP3   | 3  | United Autosports            | Mike Guasch Christian England                            | Ligier JS P3                  | M     | 102   | + 33 tours          |
| 34   | LMP3   | 3  | United Autosports            | Mike Guasch Christian England                            | Nissan VK50VE 5.0 L V8 Atmo   | M     | 102   | + 33 tours          |
| Abd. | LMP2   | 43 | RLR Msport                   | John Farano Bruno Senna Arjun Maini                      | Oreca 07                      | D     | 129   |                     |
| Abd. | LMP2   | 43 | RLR Msport                   | John Farano Bruno Senna Arjun Maini                      | Gibson GK428 4,2 l V8 Atmo    | D     | 129   |                     |
| Abd. | LMP3   | 17 | Ultimate                     | Jean-Baptiste Lahaye Matthieu Lahaye François Hériau     | Norma M30                     | M     | 110   |                     |
| Abd. | LMP3   | 17 | Ultimate                     | Jean-Baptiste Lahaye Matthieu Lahaye François Hériau     | Nissan VK50VE 5.0 L V8 Atmo   | M     | 110   |                     |
| Abd. | LMGTE  | 60 | Kessel Racing                | Claudio Schiavoni Sergio Pianezzola Andrea Piccini       | Ferrari 488 GTE Evo           | D     | 105   |                     |
| Abd. | LMGTE  | 60 | Kessel Racing                | Claudio Schiavoni Sergio Pianezzola Andrea Piccini       | Ferrari F154CB 3.9 L V8 Turbo | D     | 105   |                     |
| Abd. | LMP3   | 10 | Oregon Team                  | Damiano Fioravanti Gustas Grinbergas Lorenzo Bontempelli | Norma M30                     | M     | 85    |                     |
| Abd. | LMP3   | 10 | Oregon Team                  | Damiano Fioravanti Gustas Grinbergas Lorenzo Bontempelli | Nissan VK50VE 5.0 L V8 Atmo   | M     | 85    |                     |
| Abd. | LMP3   | 8  | Nielsen Racing               | Nobuya Yamanaka James Littlejohn                         | Ligier JS P3                  | M     | 41    |                     |
| Abd. | LMP3   | 8  | Nielsen Racing               | Nobuya Yamanaka James Littlejohn                         | Nissan VK50VE 5.0 L V8 Atmo   | M     | 41    |                     |
| Abd. | LMP2   | 47 | Cetilar Villorba Corse       | Roberto Lacorte Giorgio Sernagiotto Andrea Belicchi      | Dallara P217                  | M     | 35    |                     |
| Abd. | LMP2   | 47 | Cetilar Villorba Corse       | Roberto Lacorte Giorgio Sernagiotto Andrea Belicchi      | Gibson GK428 4,2 l V8 Atmo    | M     | 35    |                     |
| Abd. | LMP3   | 15 | RLR Msport                   | Martin Vedel Mortensen Christian Olsen Martin Rich       | Ligier JS P3                  | M     | 26    |                     |
| Abd. | LMP3   | 15 | RLR Msport                   | Martin Vedel Mortensen Christian Olsen Martin Rich       | Nissan VK50VE 5.0 L V8 Atmo   | M     | 26    |                     |

## Pole position et record du tour
- Pole position :  Nicolas Lapierre (#37 Cool Racing) en 1 min 34 s 967
- Meilleur tour en course :  Job van Uitert (#26 G-Drive Racing) en  1 min 36 s 979

## Tours en tête
- no 39 Oreca 07 - Graff : 57 tours (1-43 / 52-65)[16]
- no 26 Aurus 01 - G-Drive Racing : 78 tours (44-51 / 66-135)

## À noter
- Longueur du circuit : 5,793 km
- Distance parcourue par les vainqueurs : 782,055 km